# Fares al-Khoury

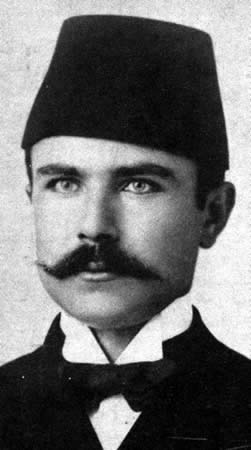
Fares al-Khoury

Fares al-Khoury (Hasbeya (Ottomaans Syrië, nu Libanon), 1877 - Damascus (Syrië), 1962) was een Ottomaans en Syrisch politicus.
Hij was een christen en werd in 1908 christelijk afgevaardigde voor Damascus in het Ottomaanse parlement in Constantinopel (Istanboel).
Al-Khoury werd na de stichting van het Koninkrijk Groot-Syrië minister van Financiën (1920). Na de stichting van het Franse mandaat over Syrië werd hij medestander van Abd al-Rahman Shahbandar en vicevoorzitter van de Volkspartij. In 1926 werd hij minister van Onderwijs. Tijdens de Grote Revolte (1925-1927) speelde hij een vooraanstaande rol en werd Khoury gearresteerd en werd voor enige tijd verbannen. In 1928 werd hij in de Syrische grondwetgevende vergadering gekozen.
In november 1932 was hij nauw betrokken bij de vorming van het Nationaal Blok, dat zou uitgroeien tot de belangrijkste nationalistische partij. In 1932 werd hij in het parlement gekozen. In 1936 werd hij herkozen en tot 1939 was hij voorzitter van het parlement. In 1936 maakte hij deel uit van de delegatie die naar Frankrijk werd gestuurd om te onderhandelen over het Frans-Syrisch Verdrag, dat zou moeten leiden tot onafhankelijk van Syrië. In 1938 nam hij ontslag als lid van het Uitvoerend Comité van het Nationaal Blok. Van 1943 tot 1944 was hij opnieuw parlementsvoorzitter.
Op 14 oktober 1944 werd Khoury voor de eerste maal minister-president en leidde drie kort elkaar opvolgende regeringen. Na zijn aftreden als premier (1 oktober 1945) hernam hij het ambt van parlementsvoorzitter. Na de Tweede Wereldoorlog sloot hij zich aan bij de Volkspartij. In oktober 1954, na vijf jaar militaire regeringen, werden er vrije verkiezingen gehouden die werden gewonnen door de neutralistische partijen en in mindere mate de Nationale Partij en de Volkspartij. Fares al-Khoury werd premier van een kabinet bestaande uit de Nationale Partij en de Volkspartij (3 november 1954).
Zowel de Nationale Partij als de Volkspartij waren prowesterse partijen, maar onderdruk van de neutralistische partijen in het parlement verklaarde Khoury dat hij Syrië uit een prowesterse alliantie (CENTO) zou houden. In januari 1955 woonde hij een Arabische ministersconferentie bij in Caïro om te praten over Iraks voornemen een veiligheidspact te sluiten met het pro-westerse Turkije, iets wat gevoelig lag in de Arabische wereld. Khoury's weigering Iraks voornemen een veiligheidspact te sluiten te veroordelen en de weigering van het kabinet om een unie aan te gaan met Egypte, lokte kritiek uit onder de Syrische oppositie waarna zijn kabinet ten val werd gebracht.
Fares al-Khoury voerde de laatste jaren van zijn leven oppositie tegen de Verenigde Arabische Republiek (1958-1961).

## Noot
1. ↑  Het verdrag werd gesloten, maar nooit geratificeerd door het Franse parlement.